# Island Bridge
Die Island Bridge, auch Islandbridge, irisch Droichead na hInse, bis 1922 Sarah Bridge für Sarah Fane (1764–1793), Countess of Westmorland, ist eine Steinbrücke über die Liffey im Westen von Dublin. 
Bereits im 11. Jahrhundert ist eine Furt an der Stelle nachgewiesen, an der die Island Bridge den Fluss überquert. Der Brücke von 1792 ist die dritte oder möglicherweise die vierte Brücke an dieser Stelle. Sie wurde von Alexander Stevens geplant, der die Aufgabe des Architekten und des Ingenieurs in Personalunion übernahm. Die Brücke galt wegen der schlanken Bauweise als besonders gelungen und zog nach der Eröffnung viele Kunstmaler an. Ihr anmutender Bogen wurde sogar mit der Rialtobrücke in Venedig verglichen.
Bis zur Eröffnung der 1814 fertiggestellten Lucan Bridge hatte die Island Bridge mit 32 m die größte Spannweite aller Steinbogenbrücken in Irland, was nur dank dem elliptischen Bogen möglich war.  